# Batalla de Dobrynichi
La Batalla de Dobrýnichi tuvo lugar el 21 de enero de 1605 entre los ejércitos de Dimitri I «El Falso» y Fiódor Mstislavski cerca del pueblo de Dobrýnichi, en el actual óblast de Briansk en Rusia.

## Preludio
Fiódor Mstislavski comandaba un ejército de unos 20.000 soldados, mientras que Dimitri contaba con unos 23.000 hombres a su disposición. El impostor se enteró de que el ejército de Borís Godunov se había desplegado cerca del pequeño pueblo de Dorbýnichi y decidió atacarlos, incendiando previamente el pueblo. Los centinelas rusos, sin embargo, capturaron a los incendiarios y avisaron al resto del ejército de las fuerzas que se acercaban, dando así tiempo a los rusos a prepararse para la batalla.

## La batalla
Dimitri I «El Falso» atacó al regimiento ruso a cargo de la vigilancia con su tropa 
principal consistente en choragiew polaco-lituanos y caballería rusa, haciéndola retroceder hasta Dobrýnichi. Su plan era obligar al flanco derecho del ejército ruso a retirarse más allá del 
río Sev. Fiódor ordenó a su flanco derecho (mercenarios holandeses y 
alemanes y caballería rusa) a enfrentarse a la ofensiva con la intención de 
detenerla y aplastarla. La caballería del impostor fue capaz de presionar a los mercenarios 
y rechazar a la caballería rusa. Entonces atacó al centro de las fuerzas de Fiódor, los 
Streltsí, que recibieron a la caballería de Dimitri con fuego de arcabuz y 
cañones, haciéndoles huir. Al ver a la caballería en retirada, los 
cosacos de Zaporozhia del flanco derecho de Dimitri decidió que la batalla había sido perdida y también huyó.
La caballería rusa decidió contratacar a los jinetes e infantes en retirada y los aplastó completamente. La reserva de Dimitri, que consistía en una unidad desmontada de cosacos del Don y artillería, fue rodeada y casi totalmente destruida. El ejército ruso dio caza a los restos del ejército de Dimitri a lo largo de 8 km, pero consiguió retirarse a Rylsk. 